# Colombes
Colombes (tạm dịch: Cổ Lâm) là một xã trong vùng đô thị Paris, thuộc tỉnh Hauts-de-Seine, vùng hành chính Île-de-France của nước Pháp, có dân số là 83.100 người (thời điểm 2004).

## Những người con của thành phố
- Daniel Balavoine, ca sĩ
- Surya Bonaly, nữ vận động viên trượt băng nghệ thuật
- Philippe Candeloro, vận động viên trượt băng nghệ thuật
- André Chéron, kiện tướng cờ vua
- Philippe Dana, người dẫn chương trình
- Lise Delamare, nữ diễn viên
- Luc Ferry, Bộ trưởng Bộ Giáo dục
- Patrick Préjean, diễn viên sân khấu
- Augustin Théodule Ribot, họa sĩ
- Abdoulaye Méité, vận động viên bóng đá